# Римська єпархія
41°53′09″ пн. ш. 12°30′22″ сх. д. / 41.885906° пн. ш. 12.506156° сх. д.
Римська єпархія (лат. Dioecesis Urbis seu Romana) — столична кафедра католицької церкви, що належить до церковного регіону Лаціо. У 2020 році в ньому було охрещених 2 603 000 з 3 174 440 жителів. Нею керує папа Лев XIV.

## Назви

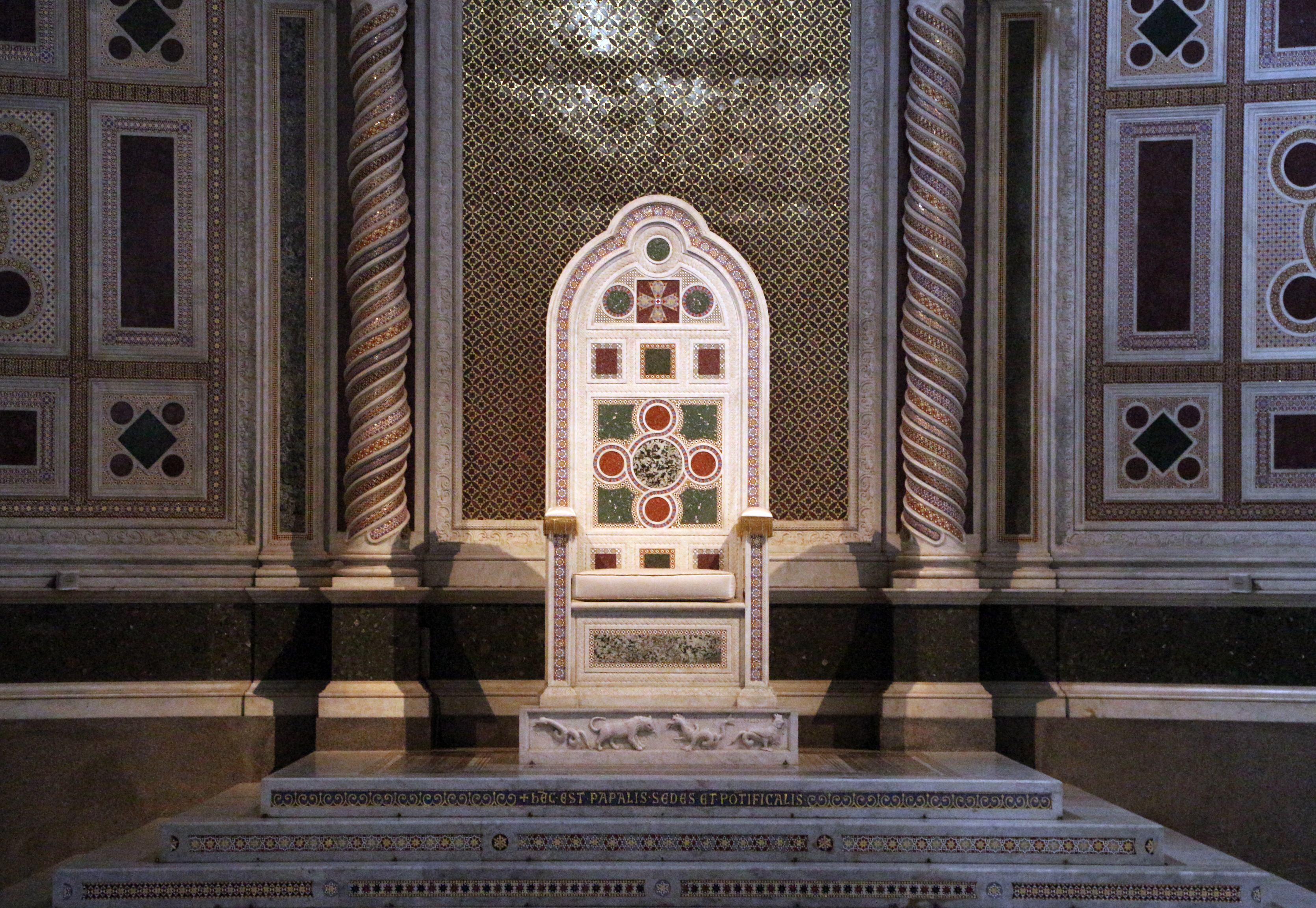
Папська кафедра в Латеранській архібазиліці символічно представляє Святий Престол.

З адміністративної та майнової точки зору, це водночас:
- Патріархат Латинської Церкви (хоча у 2006 р. папа відмовився від титулу Патріарха Заходу), одного із п'яти, які утворили стародавню Пентархію, щоб пам'ятати, що в давнину це був апостольський престол апостолів Петра і Павла;
- первісна резиденція Італії;
- митрополія римської церковної провінції;
- єпархія, в силу того, що римський понтифік є вікарієм Христа, пастором Вселенської Церкви та головою Колегії єпископів саме як єпископ Риму.[1]

Собором єпархії є Латеранська архібазиліка в Римі, яка носить титул Матері і глави всіх церков міста і світу.

## Територія та організація

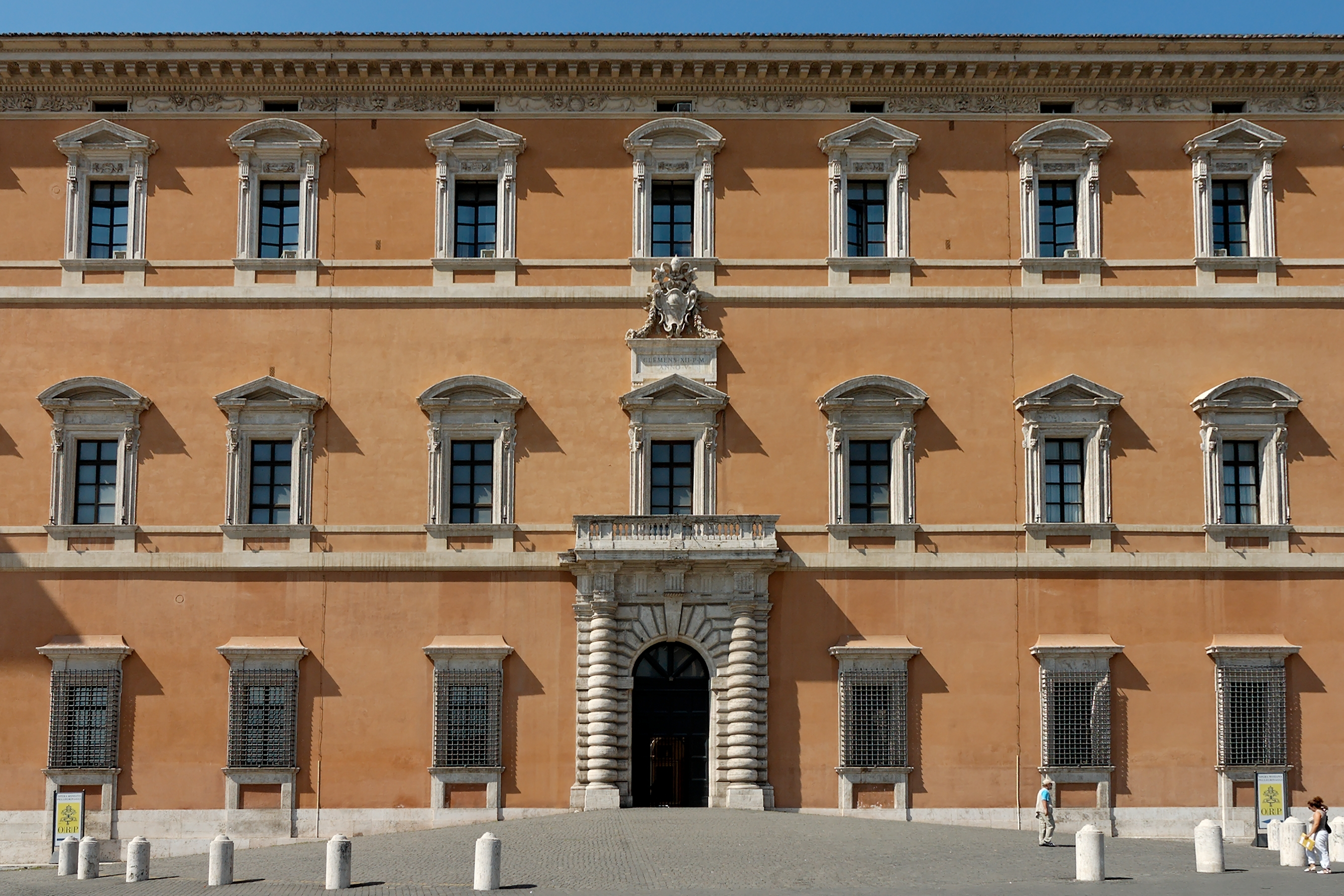
Латеранський палац, резиденція вікаріату Риму.

Єпархія, яка розуміється як частина території, що підпорядковується єпископській владі Папи, поширюється як на землі, що належать Італійській Республіці, так і на всю територію Ватикану. Дві частини єпархії поділені на два вікаріати:
- вікаріат Риму, очолюваний генеральним вікарієм Його Святості для Римської єпархії, з 26 травня 2017 р. кардиналом Анджело Де Донатісом;
- вікаріат Ватикану, очолюваний Генеральним вікарієм Його Святості для Ватикану, з 20 лютого 2021 року кардинал Мауро Гамбетті, OFMConv.

Єпархія займає 849 км² і включає більшу частину міста та муніципалітету Риму, за винятком частин, що належать сусіднім єпархіям Остії, Порто-Санта-Руфіні, Фраскаті та Тіволі; деякі парафії в муніципалітеті Гвідонія Монтеселіо також належать до єпархії.
Кафедральний собор єпархії — базиліка Святого Спасителя і святих Іоанна Хрестителя і Євангеліста, до якої приєднаний Латеранський палац, резиденція канцелярій Римського вікаріату.

### Вікаріат Риму
Частина єпархії, що входить до італійської території, становить Римський вікаріат, який «виконує функцію єпархіальної курії». Вікаріатом керує генеральний вікарій, який від імені та мандата Папи «здійснює єпископське служіння наставництва, освячення та душпастирського управління для Римської єпархії зі звичайною намісною владою»; отже, ефективний уряд римської єпархії належить генеральному вікарію, якому допомагають архієпископ-намісник та єпископи-помічники у його функціях управління. Вікаріат вважається органом Святого Престолу, хоча і має власну адміністрацію.
З 1970 року вікарієм призначено також чин протоієрея Латеранської архібазиліки, де розташована єпархіальна курія.
Вікаріат поділений на 332 парафії (до них слід додати дві парафії єпархії Остії, якими керує вікаріат), згруповані в 36 префектур, розділених на 5 секторів, кожен з яких очолює допоміжний єпископ, який називається єпископом сектору.

#### Територіальна організація
З суворо пастирської точки зору, єпархія поділена на п’ять секторів: північ, південь, схід, захід і центр. Кожному сектору призначено допоміжного єпископа, який співпрацює з генеральним вікарієм у душпастирському управлінні єпархією. Єпископами-помічниками є:
- для центрального сектора: Даніеле Лібанорі, SI;
- для північного сектора: Даніеле Салера;
- для східного сектора: Ріккардо Ламба;
- для південного сектора: Даріо Гервасі;
- для західного сектора: Бальдассар Рейна.

Кожен сектор поділяється на префектури, «проміжну церковну структуру, яка має функцію створення унітарної координації між парафіями певної території та, через єпископа сектору, органічних відносин з єпархією». Відповідальним за кожну префектуру є префект, який має завдання пастирської координації у співпраці з єпископом-помічником сектору; префект обирається з числа парафіяльних священників префектури, до якої він належить. Всього єпархія складається з 36 префектур і 334 парафій.
П’ять єпископів секторів можуть бути в допоміжних ланках інших єпископів-помічників для конкретних пастирських територій; зараз є Геріно Ді Тора, делегат 'Ordo Viduarum, Паоло Сельвадагі, делегат з душпастирства молоді, Паоло Річкарді, делегат з душпастирства охорони здоров'я та 'Ordo Virginum, і Беноні Амбаруш, відповідальний за душпастирство милосердя, душпастирство турбота про мігрантів та місіонерська співпраця між Церквами.

#### Органи управління
Верховною владою єпархії є папа, єпископ Риму, який керує єпархією через генерального вікарія Римської єпархії. Основними органами управління та душпастирської діяльності єпархії є:
- єпископська рада: колегіальний орган до складу якого входять генеральний вікарій, єпископи-помічники та секретар;
- рада префектів: орган, що складається з єпископської ради та 36 парафіяльних священників префектів, які обираються більшістю парафіяльних священників та віце-парафіяльних священників префектури; є також п'ять капеланів охорони здоров'я, які представляють п'ять секторів, на які поділена єпархія;
- пресвітерська рада: орган, що складається з єпископської ради та виборних членів римського духовенства, представників різних пастирських реалій єпархії;
- пастирська рада, що складається з єпископської ради, членів за правом і призначених членів; остання група складається з мирян, представників кожної окремої префектури єпархії та мирян, присутніх у цьому районі;
- рада з економічних питань, яка «має завдання щорічно готувати бюджет господарського управління єпархією та затверджувати остаточний баланс доходів і витрат»[7].

#### Церкви,титули та диякони
Церкви Риму, ім'я яких пов'язане з кардиналом під час його створення, називаються кардинальними титулами: на території вікаріату Риму є:
- титулярні церкви або титули, властиві кардинальним пресвітерам (символічно церкви стародавніх священників Римської єпархії);
- дияконські церкви або дияконії, властиві кардинальним дияконам (символічно церкви стародавніх дияконів, адміністраторів Римської єпархії).

На єпархіальній території також є багато храмів, не обов’язково з парафіяльним титулом. Зокрема, є:
- 4 великі базиліки: Сан-Джованні-ін-Латерано, Сан-П'єтро-у-Ватикано, Сан-Паоло-фуорі-ле-Мура і Санта-Марія-Маджоре;
- 61 мала базиліка;
- 169 церков священників;
- 112 церков, приєднаних до релігійних інститутів або архібратств;
- 31 національна церква;
- 21 італійська регіональна церква;
- 12 церков довірено громадам східного обряду.

### Вікаріат Ватикану
Вікаріат міста Ватикану був заснований після народження Держави-міста Ватикану, з підписанням Латеранських пактів 11 лютого 1929 року буллою Ex Lateran від травня 1929 року. Папа Пій XI встановив, що цю посаду слід призначити «Священнику Його Святості», посаді, дорученій монахові Ордену Святого Августина, висвяченому на єпископа з титулом Порфиреона. Папа Іоанн Павло II у 1991 році скасував посаду Сакристи і призначив посаду вікарія Ватикану та папські вілли Кастель Гандольфо «pro tempore» протоієрею базиліки Святого Петра.
Територія та вірні єпархії, які підпадають під адміністративну юрисдикцію держави Ватикан, підпорядковуються Вікаріату Ватикану; до нього належать дві парафії: Собор Святої Анни та Собор Святого Петра.

### Римська провінція: приміський штаб
Стародавні суфраганні єпархії, що належать метрополії Риму, носять титул приміських осідків (від латинського складного sub - urbis, «підвладні місту») і присвоюються за титулом кардиналам єпископам (символічно стародавні єпископи-суфрагани Папи), але керується звичайними єпископами, як і всі інші єпархії.
Римська церковна провінція складається з семи єпархій:
- штаб-квартира субурбікаріяв Остії
- Штаб-квартира субурбікаріяв Альбано
- штаб-квартира субурбікарія у Фраскаті
- штаб-квартира субурбікарія Палестрини
- штаб-квартира субурбікарія Порто-Санта-Руфіна
- Приміська штаб-квартира Сабіна-Поджіо Міртето
- штаб-квартира субурбікарія Веллетрі-Сегні

З 1962 року приміський престол Остії не має постійного єпископа, але об’єднаний в апостольському управлінні з Римською єпархією: апостольський адміністратор є вікарієм для Римської єпархії, якому допомагає єпископ-помічник для південного сектору як генеральний вікарій.

## Історія

### Ранньохристиянський період

#### Народження християнської громади Риму

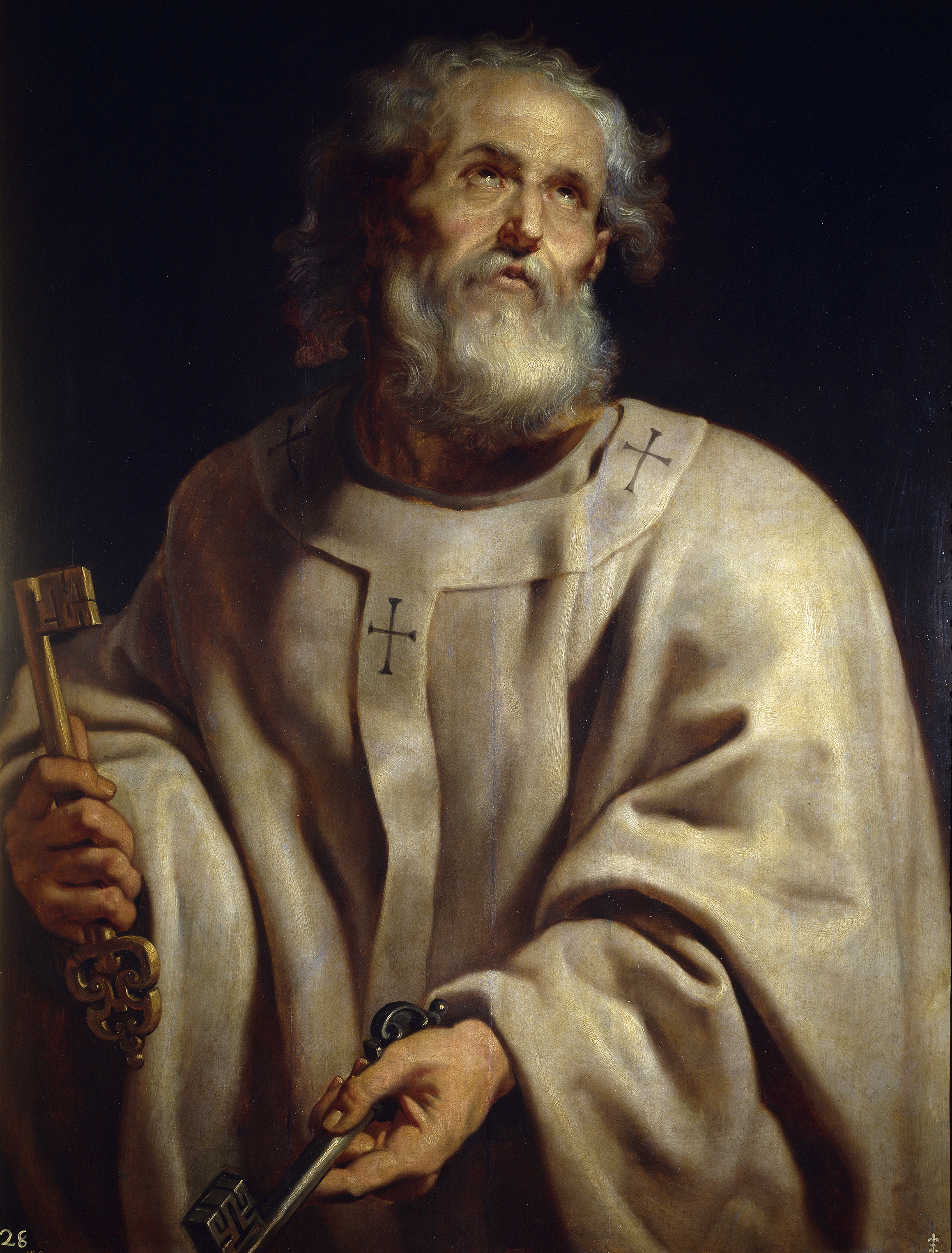
Святий Петро, який вважається першим Папою.

Народження християнської громади Риму, у той час, коли він був столицею Римської імперії, пов'язане з проповіддю апостола Павла з Тарсу, яка почалася спочатку з Послання до Римлян 57-58 р., а потім з його перебування в місті приблизно на початку 60-х років І ст. Приблизно в той же час Симон Петро, перший з апостолів, також прибув до Риму, щоб вирішити суперечки, що виникли в громаді навколо теорій, які відстоював Симон Маг. Петро, який вважається першим єпископом Риму, став основою Римської Церкви, а згодом і його особливими вимогами на всесвітнє першість над усіма іншими Церквами.
Близько 64-67 обидва апостоли зазнали мученицької смерті в Римі під час гонінь, які сталися під час правління імператора Нерона.

#### Переслідування

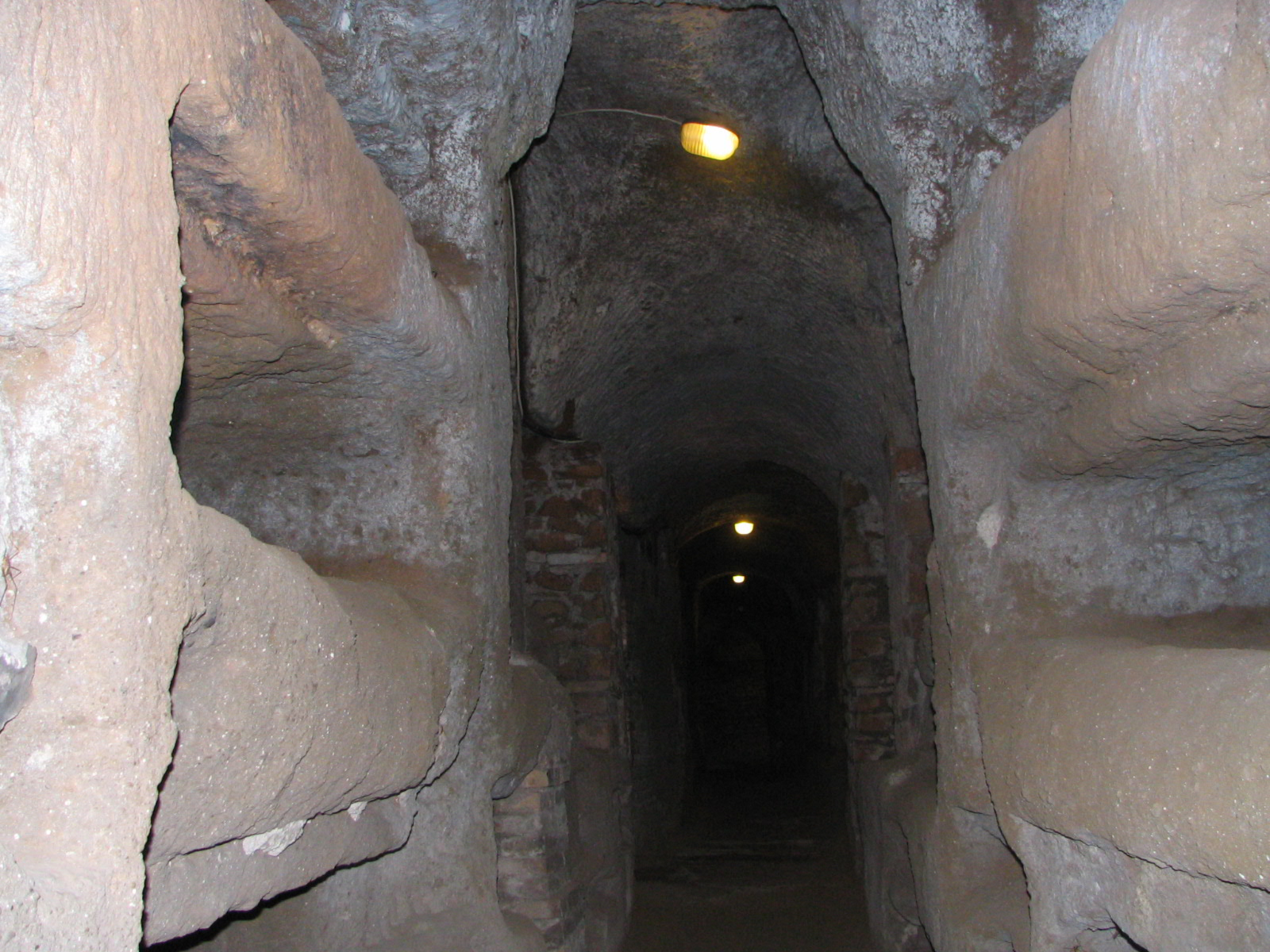
Вид катакомб Сан-Калісто.

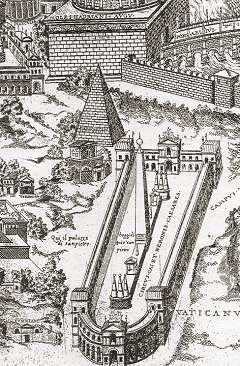
Ватиканський цирк.

Смерть двох апостолів поклала початок гонінням на християн у Римській імперії.
Розповсюдження християнської віри в столиці Імперії дало зрозуміти політичній владі несумісність цього віровчення з римською релігією, зокрема через те, що з відмовою від політеїзму християнство не могло бути інтегровано в релігійної системи держави та в концепції pax deorum, що керувала нею. До цього додавався той факт, що відмова від імператорського культу постала як виклик авторитету принцепса, з обтяжливою для іудаїзму обставиною, що християнство не обмежувалося однією (і зниженою) етнічною складовою. Нарешті, той факт, що послідовники Христа особливо закріпилися в нижчих верствах римського суспільства, також відстоюючи певні принципи рівності, зробив цей тип культу ще більш підозрілим в очах правлячих класів і влади.
Коли імператор Нерон приписав велику пожежу в Римі дії християнської секти, це було заборонено, і почалися переслідування тих, хто відмовлявся приносити жертви богам і імператору. Переслідування Нерона було одним з найжорстокіших, які вразили громаду Риму, ознаменувавши, зокрема, смерть двох вождів: Петра, розіп’ятого в цирку на Ватикані, і Павла, обезголовленого в Aquaas salvias, місці, де був розіп’ятий у цирку Ватикану. нинішнє абатство Тре Фонтане або вздовж Остійської дороги.
Переслідування, однак, були не безперервними явищами, а обмеженими подіями залежно від політичного контексту та особистої схильності імператорів терпіти чи ні терпіти новий культ.
Під час цих переслідувань практично всі папи раннього періоду зазнали мученицької смерті:
- Лін (у 76 р., за традицією);
- Клемент І (у 100 р., за правління Траяна);[11]
- Еварист (у 106 р., за правління Траяна);
- Александр (у 115 р., за правління Траяна);
- Сікст I (невизначений, можливо, загинув у 126 р. за правління Адріана);
- Телесфор (у 136 р. за правління Адріана);
- Гігін (невизначений, можливо, загинув у 142 р. за правління Антоніна Пія);
- Пій (невизначений, можливо, загинув у 154 р. за правління Антоніна Пія);
- Сотер (у 174 р., за правління Антоніно Пія);
- Елевтерій (у 189 р., за правління Луція Вера);
- Віктор (у 199 р., за правління Септимія Севера);
- Зеферин (у 217 р., за правління Каракалли);
- Каллікст (у 222 р., за правління Александра Севера);
- Урбан (у 230 р., за правління Александра Севера);
- Понтіан (у невідомому році);
- Антер (невизначений, можливо, загинув за часів правління Максиміна Фракійця);
- Фабіан (у 250 р., за правління Деція);
- Корнелій (невизначений, можливо, загинув під час правління Требоніана Галла);
- Луцій (у 254 р., за правління Валеріана);
- Стефан (у 257 р., за правління Валеріана);
- Сікст (у 257 р., за правління Валеріана);
- Фелікс (274 р., за правління Ауреліана);
- Гай (у 296 р., за правління Діоклетіана);
- Марцел I (309 р., за правління Галерія);
- Євсевій (депортований за правління узурпатора Максенція).

Саме в цей період були побудовані катакомби, підземні кладовища, призначені для культу мучеників.

#### Легалізація християнства та конституціяПентархії

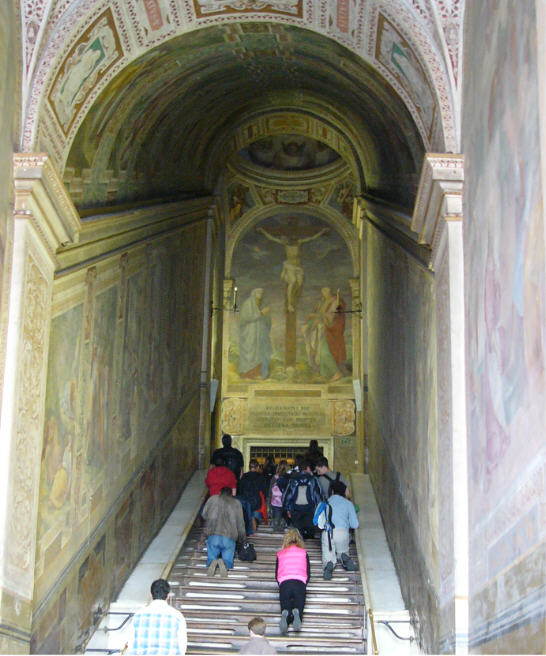
Святі сходи, які традиційно вважаються сходами преторії Понтія Пілата, привезена до Риму Оленою, матір'ю римського імператора Костянтина I.

Після узаконення християнського культу, з Міланським едиктом, виданим імператором Костянтином I в 313 році, і поразкою Максенція, Рим і його єпархія були залучені під час понтифікату Сильвестра I у велику будівельну кампанію, розпочату імператором з будівництво перших трьох патріарших базилік: Латеранської, Ватиканської та Остіенсенської. Римська єпархія, яка могла вільно діяти й перебувала під імперським захистом, швидко набирала значення як релігійного, так і політичного.
У цей період першість у християнстві було віддано трьом Петрівським кафедрам: Риму, Александрії та Антіохії, які мали особливий ранг у Церкві, оскільки вони походять безпосередньо від Петра. Латиномовні Церкви, тобто ті, що були присутні в західній частині Імперії (Західна Європа та Північна Африка), були, таким чином, особливо підпорядковані Папі Римському, що становило Латинську Церкву.

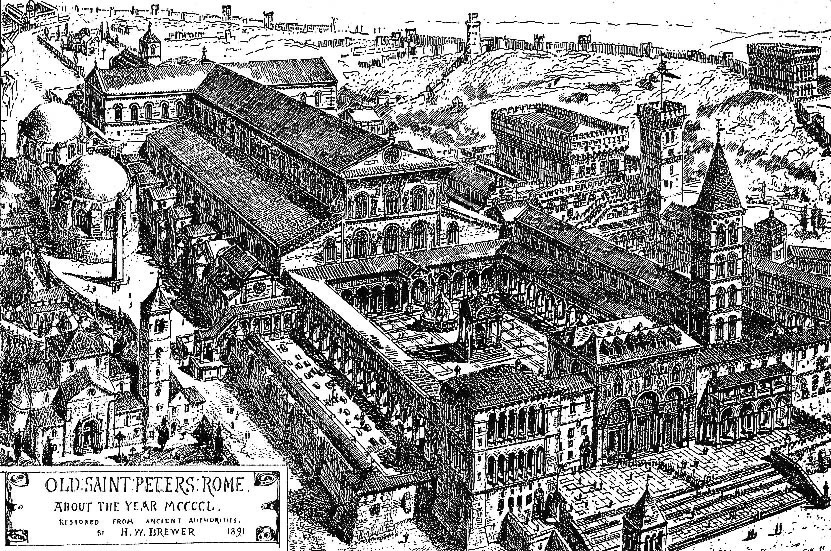
Стародавня базиліка Святого Петра у Ватикані, побудована за велінням римського імператора Костянтина I.

Перетворення християнства в офіційну релігію Римської імперії за допомогою Солунського едикту Феодосія I ще більше зміцнило ієрархічну структуру Церкви і приписало єпископу Риму, як і іншим єпископам, формальну роль в імперському управлінні, поряд з до цивільних посадових осіб: з цієї точки зору слід визначити збіг між терміном єпархія, що використовується для позначення єпископського округу, і аналогічним терміном єпархія, що приписується провінціям. Подібно до того, як губернатори провінцій були підпорядковані вікаріям, а вікарії — префектам преторії, так і єпископи підпорядковувалися митрополитам, а митрополити — патріархам. Тоді колега Феодосія, імператор Граціан, залишив папі Дамасу та його наступникам титул понтифіка Максима, що вказувало на найвищий римський релігійний авторитет.
Паралельно з поділом імперії зростання значення Константинополя-Нового Риму призвело до конфлікту єпископів Риму з рішеннями Константинопольського собору I, який підніс єпископський престол Візантії до патріархату, присвоївши йому честь друге місце після Римської церкви.
Організація християнської церкви в цей час була консолідована на так званій пентархії, тобто на уряді п'яти патріархатів: за порядком Римський патріархат, Константинопольський патріархат, Александрійський патріархат, Антіохійський патріархат та Єрусалимський патріархат. Однак у 451 р. римський престол відмовився затвердити XXVIII канон Халкедонського собору, який, якраз, ставив Константинополь одразу після Риму, рішуче підтверджуючи першість папи.
Після падіння Західної імперії в 476 році утворився вакуум влади, який тимчасово окупували Сенат і папська влада, оскільки папа був єдиним «імперським чиновником», який залишився в місті.

#### Візантійське правління імператорів ісапостоліві розкол трьох глав
Між VI і VII століттями Рим і його єпархія перейшли під владу Візантійської імперії: унія була проголошена Прагматичною санкцією «на прохання Папи Вігілія». Візантійське панування над Римом спочатку було структуровано в Урбікарську єпархію (580 р.), а потім, починаючи з 582 р., на Римське герцогство, підпорядковане візантійському екзарху Італії.
Близько 590 р. Папа Григорій Великий, крім того, що вимагав імперської інтервенції проти лангобардів, які загрожували Риму, змінив римський обряд і доданий літургійний спів - на григоріанський. У цей період великі володіння римської єпархії поширювалися на великі частини візантійської Сицилії та Сардинії.
У цей період єпископам Риму довелося зіткнутися з численними суперечками як політичного, так і, насамперед, релігійного характеру з візантійськими імператорами, які завдяки своїй рівноапостольній владі часто ухвалювали закони з релігійних питань: якщо в VI столітті папа Сільверіо помер на острові Пальмарола як полонений Юстиніана I, то його наступника Вігілія змушені були піддатися монофізизму імператора силою та ув’язненням, що спричинило розкол трьох капітулів митрополій Мілана та Аквілеї, навіть більше ніж через століття після папи Северина, що виступає проти монотелізму імперії, відстоюваної в Ектезісному едикті Іраклія I, зазнав ув'язнення і розграбування Латерану в 640 році, тоді як Мартин I, відмовившись від затвердження нового монофелітного едикту Константа II, помер у вигнанні в Херсоні за Чорним морем.

### Період окремої області

#### Народження вотчини Св. Петра

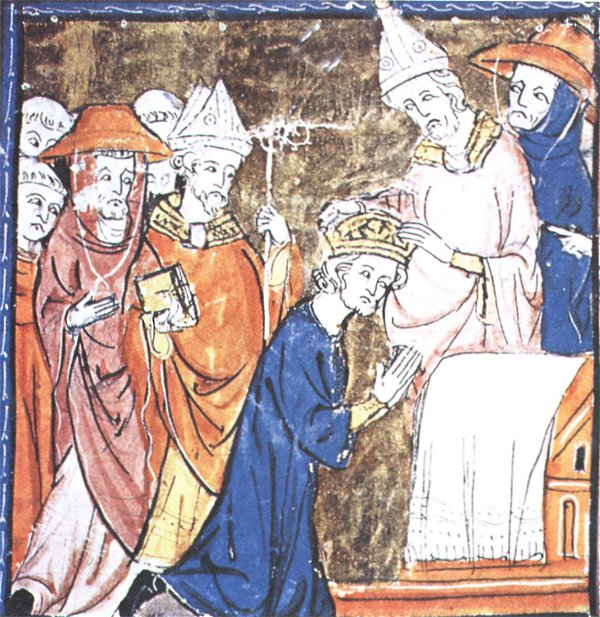
Карл Великий коронований на імператора Папою Левом III

Після падіння контролю Східної імперії над територією Риму, що називається Римським герцогством, єпископи міста взяли на себе роль адміністраторів мирської влади. Ця влада була визначена спочатку конституцією Патримонія Святого Петра, тобто земельної власності Римської церкви, потім, у 728 році, конституцією першого ядра церковних держав, через пожертвування Сутрі від короля лангобардів Лютпрандо. Після остаточного зникнення імперського контролю, єпархія Риму поширила свою владу на весь Лаціо та багато інших сусідніх земель завдяки новому пожертву, цього разу від короля франків Піпіна: з Promissio Carisiaca суверен надав владу над усіма територіями, що раніше належали Равеннському екзархату до Священної Римської Республіки Божої. Починаючи з цього періоду власність римської резиденції була організована в територіальні утворення на чолі з дияконами Римської церкви: як Патрімонія.
У VIII-IX століттях, користуючись фальшивим пожертвуванням Костянтина і складним політичним переплетінням з імператорами Каролінгів, папи виправдовували і закріплювали тимчасове панування Святого Престолу і водночас підтверджували свої прагнення до всесвітнього першості, ставши джерело влади виключно ними коронованих імператорів Священної Римської імперії. Практика почалася з Різдвяної меси 25 грудня 800 року, коли папа Лев III коронував Карла Великого у ватиканській базиліці. Приблизно в цей час папи почали носити діадему, оточену короною, що символізувала владу над державою Церкви.
Звільнення сарацинами святого Петра в 846 році показало в цей період вразливість петровського святилища, яке дедалі більше представляло з гробницею князя апостолів символ римської зверхності. Рішенням стало будівництво Леонінської стіни, цього укріплення, яке є сьогоднішнім містом Ватикан, урочисто відкрите 27 червня 852 року Папою Левом IV, який зробив його окремим від Риму містом з власними магістратами та духовенством. Так почалося багатовікове віддалене протистояння між базилікою і ватиканським духовенством, символом папи «імперського» виміру, глави Вселенської Церкви, та Латеранським собором із духовенством, символом папи, єпископа та владики Рим.
Новий часовий вимір, який прийняв престол Риму, також все більше і більше піддавав своїх єпископів складним політичним іграм у Священній Римській імперії. Прикладом наслідків цієї ситуації був у 897 році жахливий Трупний синод, під час якого ексгумований труп папи Формоза судив на Латерані його наступник Стефан VI за підтримку імперських претензій Арнольфо Каринтійського проти Гвідо і Ламберта II Сполетського. При наступниках Стефана, між 904 і 963 роками, Римська церква стала жертвою безсовісної політики могутніх і корумпованих жінок, серед яких виділялася сенатор Марозія: дружина герцога Альберіко I Сполетського та другий шлюб Уго ді Провенца, короля Італії, була двоюрідною сестрою і коханкою Папи Серджіо III, матір'ю папи Івана XII і герцога Сполето Альберіко II і бабусею папи Івана XII. Останній був остаточно визнаний негідним і скинутий радою, скликаною за наказом імператора Оттона I, щойно коронованого в Римі самим Іоанном. Цей неспокійний період став відомий як порнократія.

#### Великий розколз православними церквами іхрестові походи: створеннялатинських патріархів

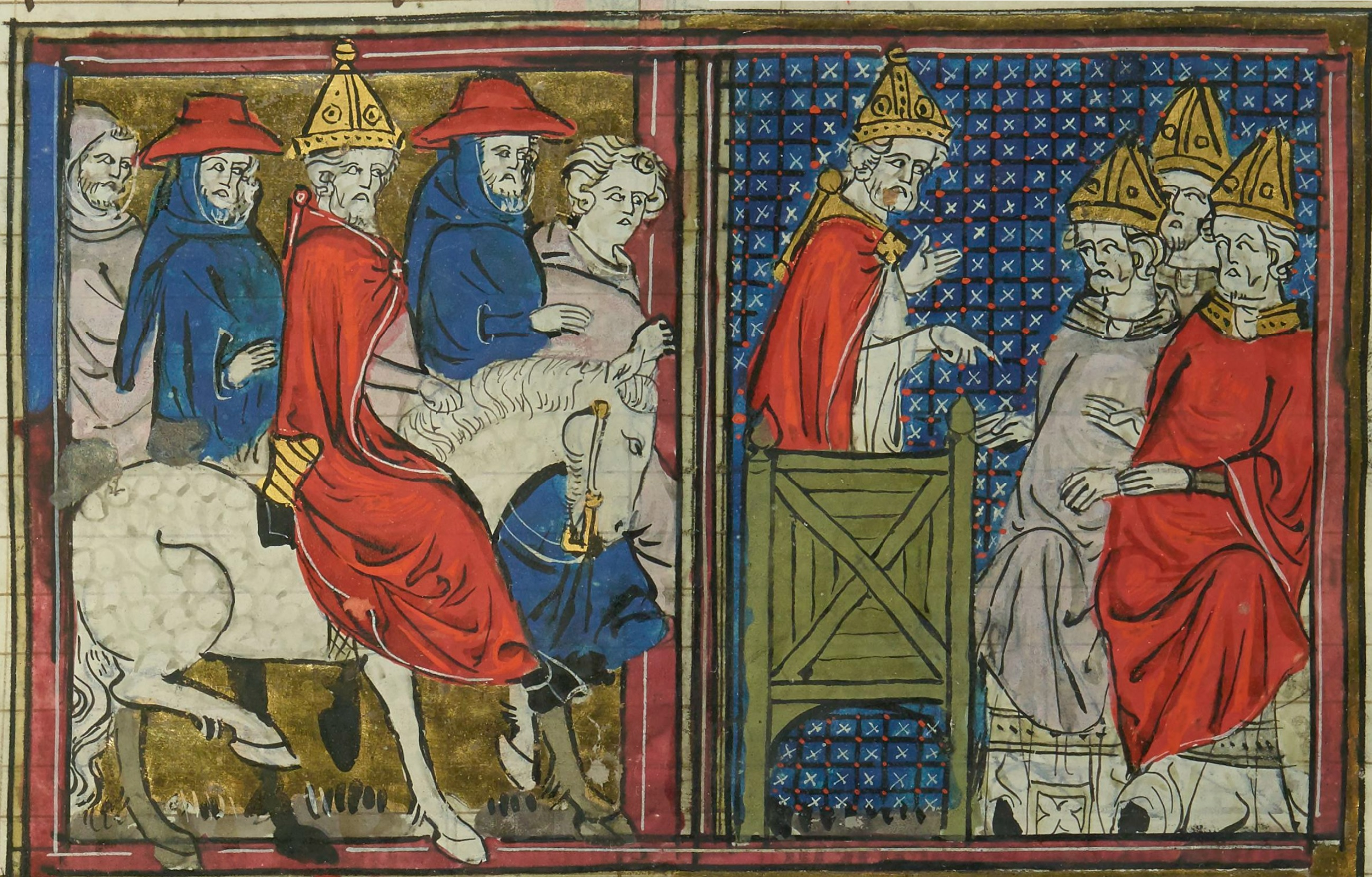
Папа Урбан II (анонімний автор ілюстрація ХІІ століття)

У 1054 році Великий розкол і взаємне відлучення між папою і Константинопольським патріархом розірвали спілкування між католицькою церквою, тобто групою церков, що визнала понтифікальне першість, і православними церквами, тобто східними церквами, які, за прикладом патріарха Мікеле Керуларіо відмовився підкорятися владі римського престолу. Відповіддю був Dictatus papae Григорія VII: проголошення вищих прерогатив єпископа Риму. У 1078 році на Латерані відбувся собор для визначення єресей щодо Євхаристії.
Починаючи з 1095 року і протягом наступних двохсот років, єпископи Риму виступали за звільнення Святої Землі від влади Ісламського халіфату. Хрестові походи, скликані Папою Урбаном II та його наступниками, гарантували індульгенцію тим, хто звільнив Гроб Господній і шляхи паломництва в землі Христа від невірних. Латинський контроль над Палестиною та узбережжями Сирії та Малої Вірменії, який утримувався між злетами і падіннями протягом цих двох століть, дозволив Латинській Церкві поширити свій контроль на території, що належать до стародавніх церков Єрусалиму та Антіохії, санкціоновані конституцією, у 1099 р. латинських патріархатів Єрусалимського та Антіохійського, на відміну від існуючих східних патріархатів.
Хоча, отже, після подій, що суперечили реальним намірам пап, тобто через відхилення від Четвертого хрестового походу, нав’язаного венеційцями, латинська завоювання Константинополя призвело до створення у 1204 р. також Латинського патріархату Константинополь, який, як ефемерний у своєму територіальному існуванні, зберігся як титул майже вісім століть. У той момент папи спробували відновити стародавню пентархію в латинській формі зі створенням, як титул, Александрійського латинського патріархату.
Під час понтифікату Урбана II Римська церква взяла під контроль Сицилію, яка після століть контролю Візантії та арабів стала апостольською спадщиною. Папське право на острів складалося з великих володінь, які з часів Григорія Великого утримувала Римська єпархія на Сицилії та Сардинії, тодішній Візантії. Спадщина Сицилії стала джерелом влади наступних королів Сицилії, коли вони були встановлені як такі на підставі феодальної поступки папи, васалами якої вони були, серед іншого, символом цього стану було, феодальна шана, представлена від відправлення білого мула кожному новому понтифіку, потім використовувалася під час так званої папської кавалькади під час церемонії заволодіння Латераном.
Вселенські Латеранські собори I, II, III і IV, що відбулися в Римі в цей час, встановили, серед іншого, виключне право Папи на призначення єпископів і кардиналів на призначення Папи, підтвердження церковного целібату, принцип транссубстанціації та папської першості.

#### ВведенняСвятого року,Авіньйонський полоніЗахідна схизма

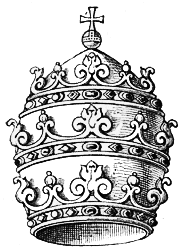
Tіара, остаточно створена в даній формі в період Авіньйону.

Під час понтифікату Боніфація VIII універсалістичні прагнення єпископів Риму досягли свого апогею з проголошенням в буллі Unam Sanctam принципу верховенства духовної влади Римської церкви, але на всіх часових принципах, символізованих подвійна корона спеціально створена самим Боніфацієм на папській тіарі. У червні 1299 року папа наказав повністю знищити місто Палестрина, яке тимчасово втратило титул передмістя. 22 лютого 1300 року Боніфацій оголосив перший Священний рік буллою Antiquorum habet fidem, встановивши її світську каденцію. Однак прагнення понтифіка до тимчасового панування були перервані епізодом «Скіаффо» Ананьї.
Однак універсалізаційне прагнення папства призвело, як безпосередній наслідок для римської єпархії, до перенесення папської резиденції з Латерану до Ватикана, що з наявністю гробниці Петра могло більш гідно передати ідею папа «наступник Петра і намісник Христа».
Хоча Папа Климент V додав до папської діадеми третю корону, щоб вказати на своє власне верховенство, включаючи тимчасове і, таким чином, створивши Тіару, близько сімдесяти років єпископи Риму, зберігаючи право власності на престол, перебували під контролем король Франції, який проживає в Авіньйоні, церковному феоді в Провансі. Цей період, відомий як Авіньйонський полон, призвів до ослаблення папського контролю над Римом та його єпархією, а потім, після повернення пап до міста, до зіткнення між французами та антифранцузьками за контроль над папством. Наслідком цього зіткнення став новий розкол, який тривав з 1378 по 1417 рік, коли він був остаточно зібраний.

#### Протестантська реформаціятаангліканська схизма

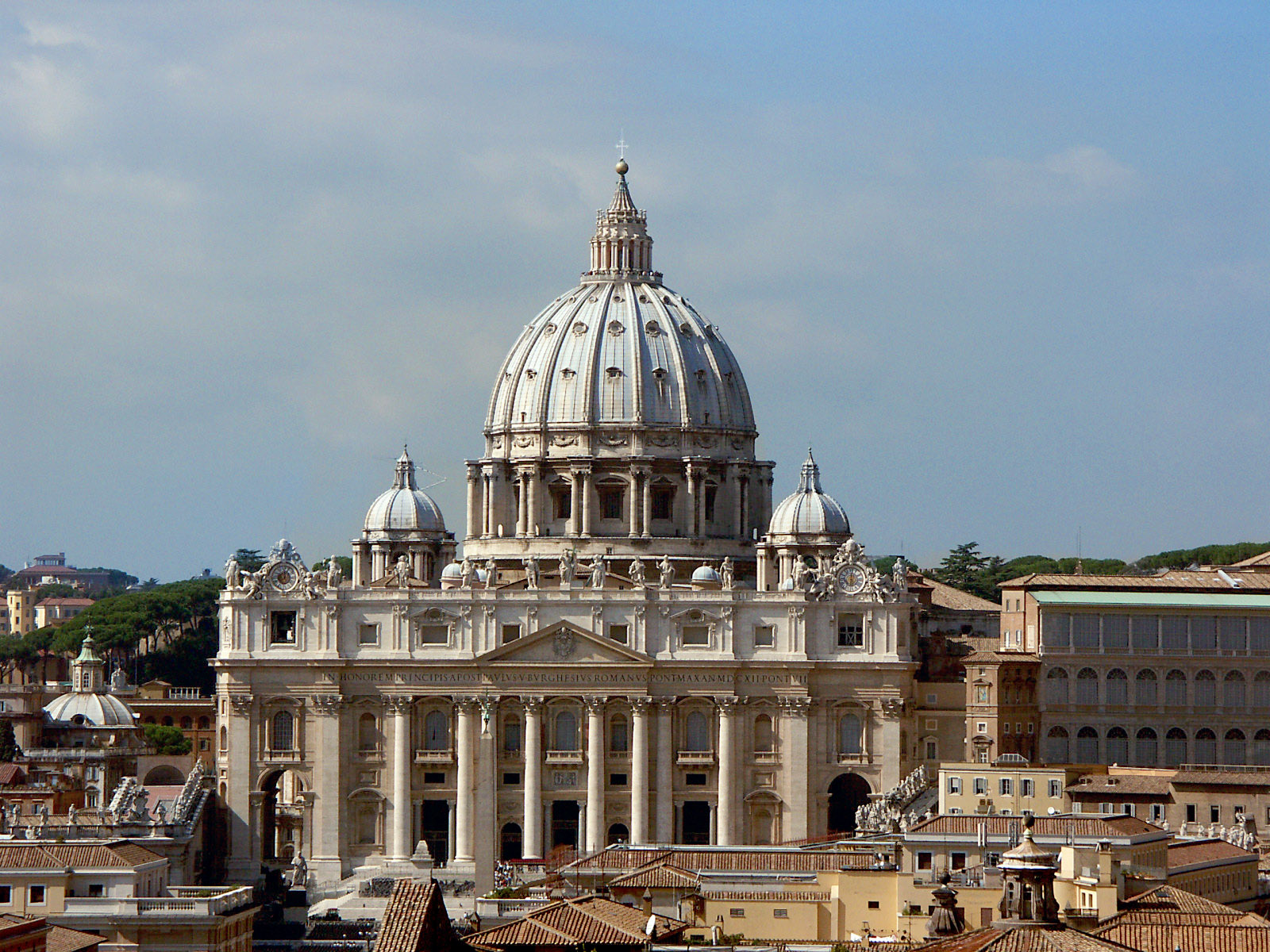
Собор Святого Петра, перебудований в нинішньому вигляді, починаючи з XVI століття.

Починаючи з XVI століття, римські єпископи почали регулярно делегувати управління Римською єпархією та самим містом Риму, дедалі більше займаючись загальним управлінням католицькою церквою та тимчасовим управлінням володінням Церкви, генеральним вікарыям, які, завдяки неоціненному використанню одночасного носіння титулу кардинала, незабаром стали відомі під народною назвою кардиналів-вікаріїв.
У той же час, після провалу спроби церковної реформи, характерної для V Латеранського собору, у Північній Європі поширилася протестантська реформація, богословська ревізія, яка, протиставляючи не лише папському примату, а й всій церковній системі, була оголошена єретичною Папа Лев X. Англіканська церква також відірвалася від спілкування з Римом, відмовившись від папського примату і проголосивши короля Англії своїм верховним главою: це була англіканська схизма.
Наприкінці XVI століття єпископи Риму облаштували нову резиденцію — Квірінальний палац, розташований у більш здоровому положенні, ніж Леонінське місто, і, насамперед, більш відокремленому, ніж потоки паломників, що йдуть до собору Святого Петра.

#### Контрреформація
Реакцією Римської Церкви та церков з нею у причасті був широкий перегляд структури Католицької Церкви, відомий як Контрреформація. Серед іншого, Тридентський собор поширив римський обряд на латинську церкву, скасувавши всі обряди, що мали давнину менше двохсот років.
У 1824 р. Папа Лев XII апостольським листом Super universam  від 1 листопада приступив до реорганізації римських парафій та їх територіального перевизначення; із 72 існуючих парафій вона придушила 37 і заснувала 9 нових, загалом 44 парафії. Такі церкви були зведені як нові парафії: Санта-Марія-Маджоре, Сант'Адріано-аль-Форо-Романо, Санта-Марія-ай-Монті, Сан-Джакомо-ін-Августа, Сан-Рокко, Санта-Марія-делла-Націоне-Пічена, Санта-Лючия-дель-Гонфалоне, Санта-Доротея і Сан-Бернардо-алле-терме. Цією ж буллою понтифік заснував Tabularium Vicariatus Urbis, нинішній єпархіальний історичний архів, для збереження римських парафіяльних реєстрів.
Лев XII також назвав «апостольський візит» міста та церков єпархії з Булою 31 травня.
У другій половині ХІХ століття Перший Ватиканський Вселенський Собор затвердив принцип папської непогрішності.

### З 1870 р. до сьогодні

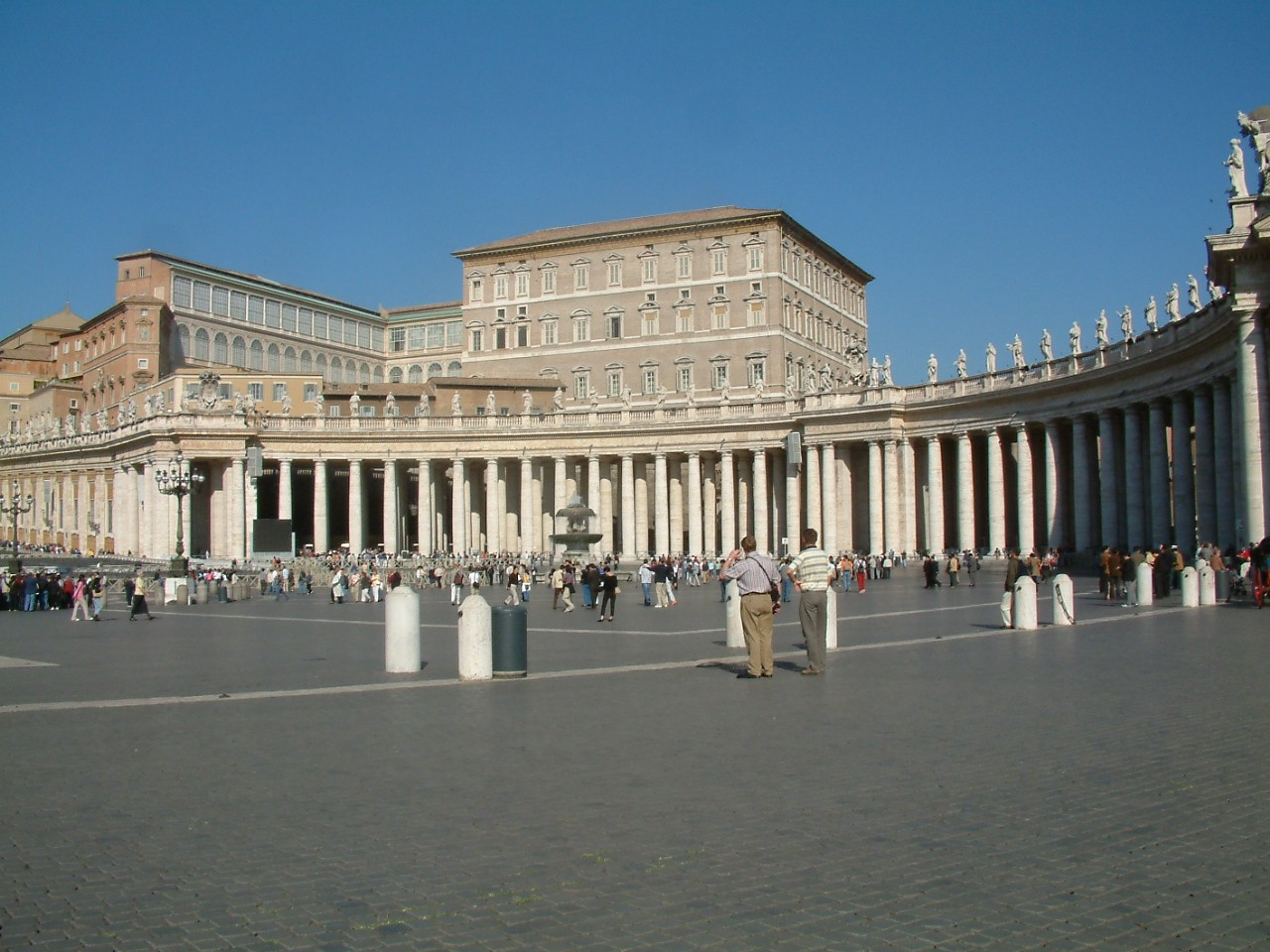
Площа Святого Петра та біла лінія, що позначає державний кордон між Ватиканом та Італійською Республікою.

Після порушення Порта Піа і завоювання Риму Королівством Італія в 1871 році, тимчасова влада Пап припинилася, але не статус юридичної особи в міжнародному праві для римського єпископського престолу. Хоча папи вважали себе політичними в'язнями, Королівство Італія гарантувало автономію і недоторканність Ватикану і Римської церкви через закон Гарентігеса до 1929 року, коли за Латеранськими пактами було створено Ватикан: незалежну держава, що підлягає абсолютному суверенітету Святого Престолу, представленого Папою.

#### Реформи Пія X
Прихід Папи Пія X на кафедру римського єпископа являє собою точку оновлення для всієї Римської єпархії та має глибокий вплив на релігійне життя міста. Завдяки цілій серії інтервенцій, які йдуть один за одним у швидких темпах, «складається враження, що Римська єпархія прокидається із ситуації застою та майже декадансу, в якій вона перебувала деякий час... Реформування Діяльність Пія X як єпископа Риму відбувається за більш раціональним і органічним планом і торкається нервових центрів єпархіального життя, тобто духовенства і парафій».

##### Апостольський візит (1904-1907)
Трохи більше ніж через шість місяців після свого обрання Пій X скликав апостольський візит до Римської єпархії з буллою Quum arcano Dei consilio від 11 лютого 1904 року, через вісімдесят років після останнього візиту, оголошеного Левом XII, з метою реформування духовенства та релігійного життя римських парафій та усвідомлення реальних проблем міста та вжиття відповідних заходів.
З цієї нагоди була створена спеціальна комісія на чолі з кардиналом вікарієм П’єтро Респігі, до складу якої входило близько двадцяти осіб, включаючи єпископів, монашеців та прелатів Римської курії, яким Пій X надав спеціальні здібності для виконання їхньої роботи та розвиток візиту. Він розпочався вранці 10 квітня урочистим святкуванням у Латеранській патріаршій базиліці. Кардинал вікарій особисто керував відвідуванням патріарших базилік та римських парафій, а інші члени комісії мали завдання відвідати інші церкви, релігійні будинки та навчальні заклади. Візит тривав три роки і закінчився в 1907 році.
Для ретельного дослідження релігійного становища єпархії були підготовлені анкети, які були розіслані до кожної парафії, настоятеля, монастиря, монастиря, шкіл та до всіх інших релігійних і католицьких установ міста; відповіді повинні були дійти до Ватикану до Конгрегації апостольського візиту. Таким чином, «візит 1904 р. дав Папі Сарто можливість рішучим чином втрутитися в управління єпархією і давати директиви відповідно до потреб і нових проблем міста», глибоко змінених пізніше 1870 р.

##### Реформа парафій

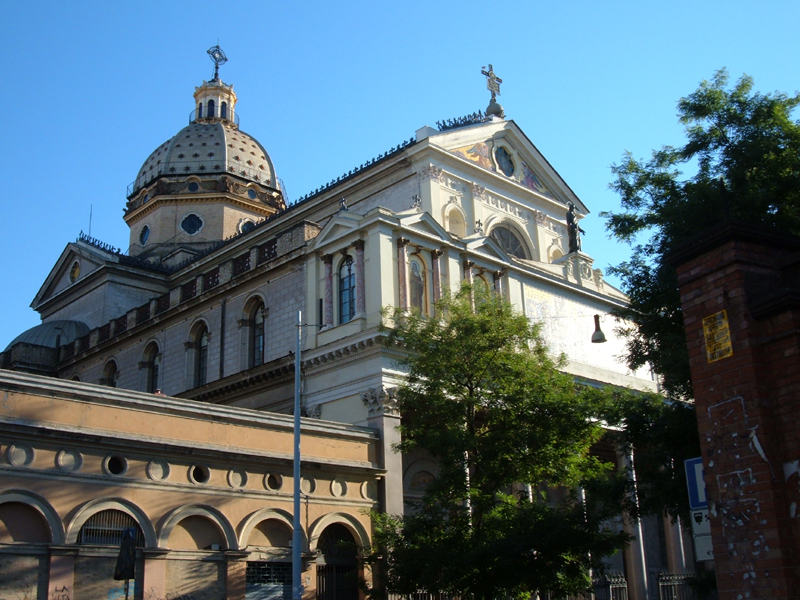
Церква Сан-Джоаккіно в Праті, яка разом із Санта-Марія-Нова була першими двома парафіями, заснованими Пієм X у 1905 році.

Папа Лев XIII в останні роки свого понтифікату вже створив комісію з реформування римських парафій «занадто великої кількості, погано розподіленої та поганої допомоги». Апостольський візит дозволив Пію X отримати повну картину ситуації та внести відповідні зміни. У 1904 році єпархія включала 58 парафій, з яких дві, Сан-Бартоломео-алл'Ізола і Санті-Марчелліно і П'єтро-ін-Торпіньяттара, мали кілька сотень жителів, інші перевищували 20 000 одиниць, а парафія Сан-Джованні в Латерано мала 40 000 віруючих.
Комісія Льва XIII вже підготувала план реформи, розрізняючи парафії міста на три концентричні сектори: історичний центр у стінах Авреліана; ті, що прилягають до стін, але за межами історичного центру та зовнішніх районів римської сільської місцевості. Пій X схвалив план Леоніана і, за погодженням з італійським урядом, щоб обмежити витрати, вирішив передати юридичні титули та ренту придушених парафій на нові. Згідно зі свідченням, зробленим під час беатифікаційного процесу Папи Франческо Фабержем, секретарем вікаріату та виконавчим виконавцем реформи, критерієм, якого дотримувався Пій X «у всьому розвитку цієї реформи чи реорганізації парафій, було те, що лише про добро душ. Потім проблему досліджували з топографічно-демографічного боку, щоб встановити, скільки парафій потрібно і де заснувати парафіяльний храм...»
Перший акт реформи відбувся 1 червня 1905 року апостольським листом Almae Urbis Nostrae, за допомогою якого понтифік закрив парафії Сан-Томмазо-ін-Паріоне та Санта-Лючия-дель-Гонфалоне та заснував парафії Санта-Марія-Нова та Сан-Джоаккіно-ай-Праті. Подібні укази були опубліковані протягом усього понтифікату Пія X, і на момент його смерті необхідні суми або земля, вже придбана для інших парафій, передбачених початковим проектом, були готові.
Загалом реформа призвела до ліквідації 15 парафій в історичному центрі та створення 16 нових парафій у передмістях та в районах, що розвиваються. Загалом на будівництво нових парафіяльних церков та на реконструкцію та пристосування старих церков, які стали парафіяльними, було витрачено 12 мільйонів лір.

##### Реформа катехизації
Дія оновлення, запроваджена Пієм X, також поширилася на катехизацію. На початку свого понтифікату Папа ввів звичку вітати групи вірних з римських парафій у Ватикан у неділю по обіді, щоб давати їм уроки катехизису про святкову євангелію.
У Римі та Лаціо катехизис Роберто Белларміно (XVII ст.), оновлений до часів Папи Лева XIII (1901 р.), все ще був у силі, тоді як в решті Італії поширювалися нові тексти катехизму, затверджені церковною владою. Крім того, у Римі було прийнято не викладати катехизис на парафії, а делегувати це завдання окремим релігійним інститутам міста, де діти масово готувалися до прийняття таїнств християнського посвячення; Демографічний приріст міста та складне розташування цих інститутів завадили багатьом дітям отримати доступ до таїнств. 12 січня 1905 року Пій X написав листа кардиналу вікарію Респігі, щоб покласти на парафіяльних священників обов’язок і обов’язок готувати дітей у власній парафії.
Після виходу енцикліки Acerbo Nimis про реформу катехизації понтифік підготував довідку, видану під назвою «Збірник християнської доктрини», призначений Його Святістю Папою Пієм X для єпархій провінції Рим. У листі до кардинала Респігі від 14 червня 1905 р. понтифік наклав обов’язок нового тексту «для публічного та приватного навчання в Римській єпархії та в усіх інших римських провінціях».
Критика та зауваження, отримані щодо цього тексту, а також нові положення про вік першого причастя незабаром нав’язали переробку Компендіуму. Так народилося те, що пізніше було відоме як Катехизис Пія X, який насправді складається з двох текстів: Катехизису християнського вчення та Перших елементів християнського вчення, опублікованого в кінці листопада 1912 року. У листі до кардинала-вікарія від 18 жовтня 1912 року Пій X зробив ці дві катехизи «без зміни слова» обов’язковими для Римської єпархії та її суфраганів із забороною «відтепер у катехитиці слідувати іншим текстам вчень».

##### Реформа церковної дисципліни та Римської семінарії

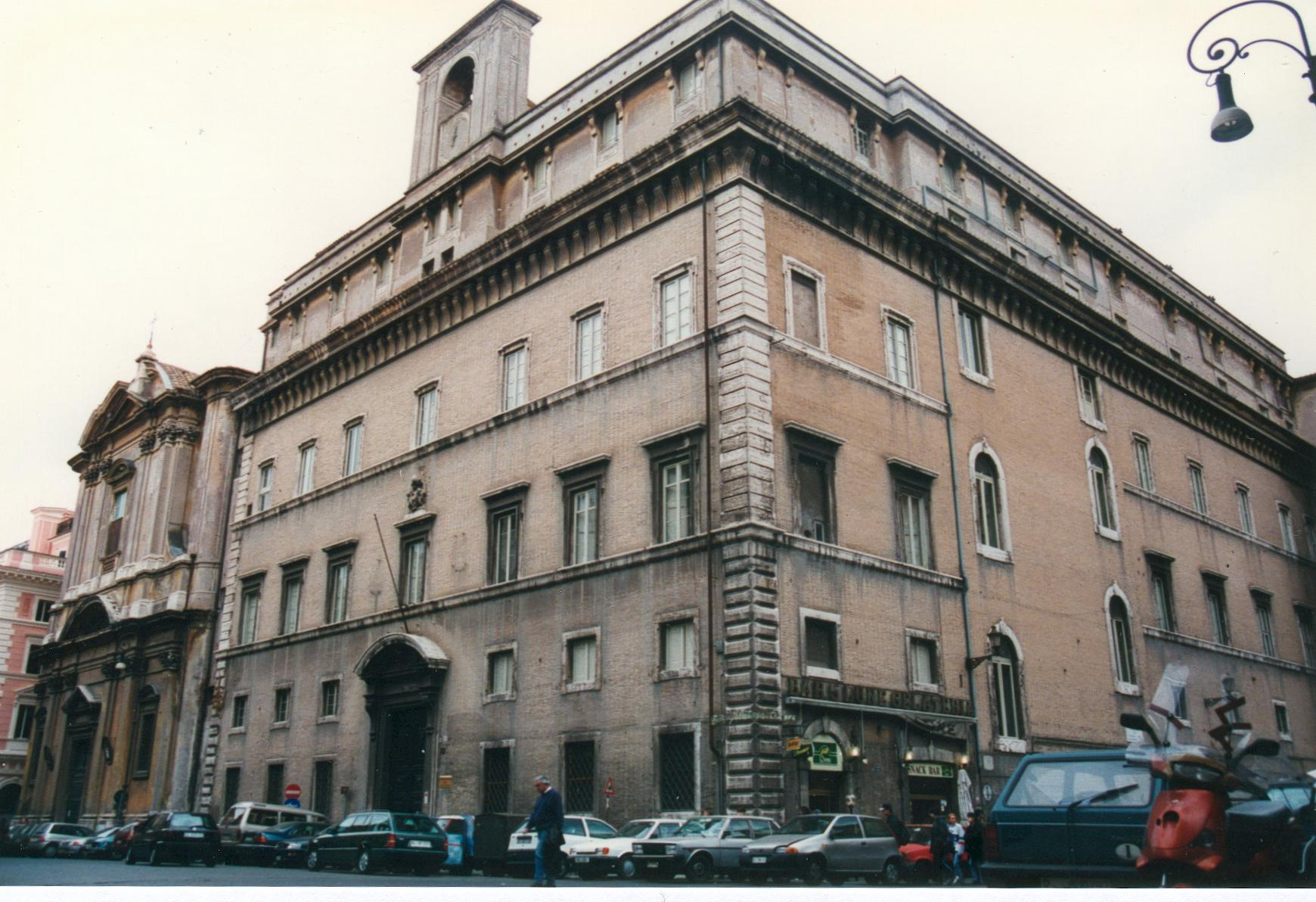
Палац Аполлінарів, резиденція Римської семінарії з 1824 по 1848 і з 1850 по 1913 роки.

Серед причин, які спонукали Пія X зробити апостольський візит у 1904 році, була також реформа римського духовенства. Наступного року понтифік вніс точні положення, щоб регулювати присутність і проживання в Римі семінаристів, кліриків і позадієцезіальних священнослужителів, присутніх у багатьох містах. У листі до кардинала-вікарія Респігі від 6 серпня 1905 р. він встановив, що жоден священик чи клірик не може оселитися в єпархії без офіційного й обґрунтованого прохання, без дозволу свого єпископа походження та без nulla osta, виданого вікаріат; тим, хто не дотримувався цих положень, було заборонено виконувати пастирське служіння.
У жовтні 1903 р. кардинал Респігі створив спеціальну комісію для керівництва священицьким служінням у Римі з метою знайомства з духовенством і контролю за його духом і діяльністю. З реформою парафій Пій X мав на меті не тільки переглянути їх територіальну юрисдикцію, але також, перш за все, шукати та готувати відповідний і навчений персонал для парафіяльної діяльності, роботи, якої мало бажали молоді священики, які радше прагнули отримати місця в Римській курії або в канцеляріях вікаріату. У грудні 1904 р. папа наклав на римське світське духовенство обов’язок здійснювати духовні вправи, які необхідно виконувати кожні три роки; тим, хто не виконував цього обов’язку, не поновлювався дозвіл на служіння Меси чи сповіді. Були також видані нові положення для проповіді на території єпархії за умови спеціальної перевірки та необхідного дозволу кардинала вікарія. У 1908 р. римському духовенству було заборонено відвідувати театри чи кінопокази; покарання для правопорушників поширилося на відсторонення від роботи.
Найбільше зобов'язань був покладений Пій X на реформу церковних студій і римських семінарій у контексті загальної реформи італійських семінарій, запровадженої понтифіком з положеннями 1907, 1908 і 1912. У Римі існувало сім семінарій для підготовки місцевого духовенства, включаючи Семінарію Піо, Ватиканську семінарію, Коледж Капраніка і Римську семінарію, найважливішу семінарію єпархії, яка на той час базувалася в палаці Аполлінара, сусідньому до одноіменної базиліки. Пій X вирішив побудувати нове місце для Римської семінарії в Латеранській базиліці, відкритій у листопаді 1913 року. Водночас понтифік створив комісію кардиналів для вивчення проекту реформи семінарій у Римі та доцільності їх об’єднання. Результатом роботи комісії є апостольська конституція In praecipuis, опублікована 29 червня 1913 року. Конституція ухвалила рішення про поділ Римської семінарії на малу семінарію та велику семінарію та ліквідацію різних семінарій, за винятком Леоніно, Ватикану та Капраніки. Подальші папські документи регулювали внутрішнє життя великої семінарії, програму навчання, з особливою увагою до підготовки професорів і використовуваних текстів у контексті боротьби, яку Святий Престол підтримував на цьому історичному етапі проти теологічного модернізму.

##### Реформа вікаріату

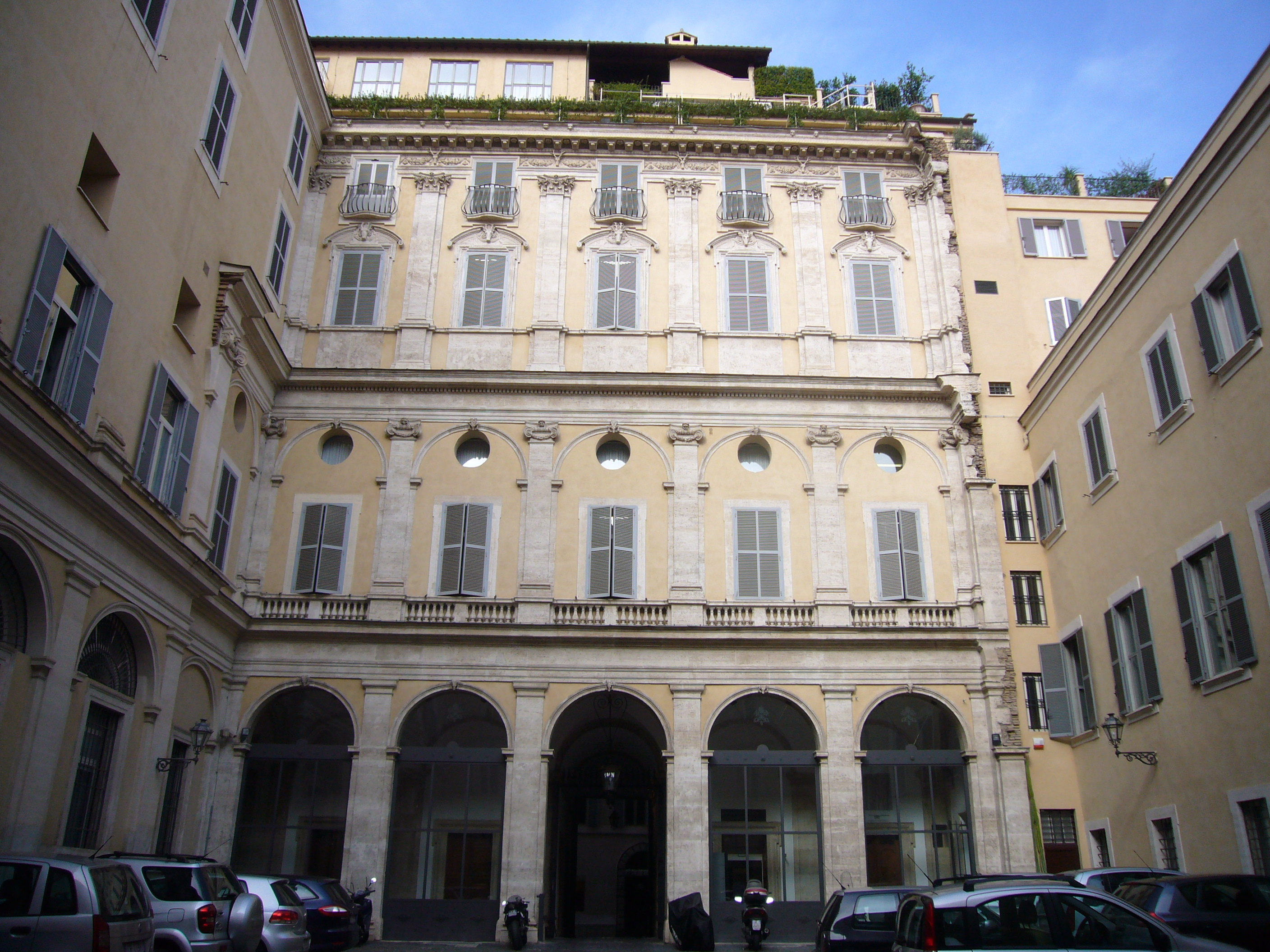
Внутрішній двір палацу Маффеї Марескотті на вулиці Віа делла Пінья, придбаний Ватиканом як нове місце перебування вікаріату та єпархіальної курії.

«Організація єпархіальної курії Риму виявилася на початку ХХ століття в стані невідповідності потребам часу. Повноваження та юрисдикція кардинала-вікарія були обмежені безліччю винятків і привілеїв». З початку свого понтифікату в 1905 році Пій X, маючи намір заснувати справжню єпархіальну курію, як і будь-яку іншу єпархію, доручив секретарю вікаріату Франческо Фаберю підготувати проект реформи, заснований на ліквідації юрисдикції інших кардиналів. та про різні релігійні чи мирянські організації та про народження справжнього єпархіального уряду; однак незабаром від проекту відмовилися, як і від спроби надати нове місце для офісів вікаріату, щоб замінити вузькі кімнати на площі Сант-Агостіно.
Проект реформи був відновлений у 1908-1912 роках, доручений кардиналу Гаетано Де Лаю, і призвів до публікації апостольської конституції Etsi nos від 1 січня 1912 року, за допомогою якої понтифік вперше систематично реформував вікаріат Риму. Він був поділений на чотири кабінети, на чолі яких стояв кардинал вікарій, якому допомагали чотири прелати, кожен з яких відповідав за одну з нових посад: 1-е богослужіння та апостольський візит; 2-а дисципліна духовенства і християнського народу; 3º судові справи; 4-е економічне управління. Положення, яке ліквідувало посаду архієпископа-намісника, передбачало призначення священика, який особливим чином відповідав за душпастирство в римській місцевості; заснував конституцію групи парафіяльних священників, покладених на нагляд за катехизацією та її популяризацію; були скасовані окремі юрисдикції кардиналів і церковних органів.
Вікаріат також мав нове, більш підходяще місце в палаці Маффеї Марескотті на via della Pigna, придбане Ватиканом за 80 000 лір.

#### Єпархія в післясоборний період
25 січня 1959 р. Папа Іоанн XXIII у зверненні до кардиналів оголосив про скликання Вселенського Собору, Другого Ватиканського Собору і водночас про скликання Синоду для Римської єпархії. Це був перший раз, коли в папській єпархії відбувся синод. Підготовлений протягом місяців після оголошення, він святкувався з неділі 25 січня 1960 року до наступної суботи, 31 січня. «Римський Синод Папи Ронкаллі оприлюднив єпархіальний кодекс відповідно до конкретних ситуацій кожної єпархії, перекладаючи більш загальні норми на місцевому рівні. Передбачалося, що участь у синоді буде активною на підготовчому етапі, а святкування повинно полягати в тому, що викликане духовенство слухає читання конституцій, що підпадало під одноосібну владу єпископа «unicus legislator»." 
З 1962 року єпархією Остії керують єпископи Риму через генерального вікарія Римської єпархії.
Папа Павло VI був першим єпископом, який нечасто відвідував парафії Риму. У 1966 році, згідно з деякими рішеннями першого римського синоду, з motu proprio Romanae Urbis, він організував територіальну організацію єпархії на п'ять секторів, кожен з яких доручений допоміжному єпископу. Крім того, у 1977 році, з апостольською конституцією Vicariae potestatis в Урбе, він приступив до реформування вікаріату, застосовуючи рішення Другого Ватиканського Собору.
У 1978 році вперше за чотири століття в Римі був іноземний єпископ, польський Іван Павло ІІ, який з самого початку свого служіння представлявся як «єпископ Риму». Під час свого тривалого єпископату він систематично відвідував римські парафії, відвідавши 301 із 333. Далі він оновив вікаріат Риму апостольською конституцією Ecclesia in Urbe, а також відслужив другий єпархіальний синод у жовтні 1992 року та травні 1993 року.
Між 1946 і 1965 роками кордони між Римською єпархією та приміськими єпархіями Остії та Порто-Санта-Руфіна були переозначені. 7 березня 2005 року єпархія включила територію територіального абатства Сан-Паоло-фуорі-ле-Мура, яке втратило привілей територіальності. Подальша зміна кордону з єпархією Остії відбулася у 2012 році.
28 лютого 2013 року вперше за кілька століть папа Римський Бенедикт XVI склав повноваження єпископа Риму.

## Хронотаксис
Періоди вакансії, що не перевищують 2 роки або не встановлені історично, опускаються.

### Єпископи-помічники
У липні 1961 року вперше було призначено двох єпископів-помічників. У лютому 1966 року, коли єпархія була поділена на сектори, було додано ще два. Окрім єпископів-помічників п’яти секторів, на які поділяється єпархія, є єпископи-помічники з особливими обов’язками: душпастирство про здоров’я та постійне формування духовенства.

## Статистика
У 2020 році з населення 3 174 440 осіб єпархія мала 2 603 тис. охрещених, що відповідає 82,00% від загальної кількості.
| Рік  | Населення | Населення | Населення | Священики | Священики | Священики | Священики           | Диякони | Ченці    | Ченці  | Парафії |
| Рік  | католики  | загалом   | %         | загалом   | секулярні | ченці     | вірних на священика | Диякони | чоловіки | жінки  | Парафії |
| ---- | --------- | --------- | --------- | --------- | --------- | --------- | ------------------- | ------- | -------- | ------ | ------- |
| 1970 | ?         | 2 650 002 | ?         | 4 729     | 1 369     | 3 360     | ?                   |         | 3 360    | 15 800 | 245     |
| 1980 | 2 694 871 | 2 766 000 | 97,4      | 5 136     | 1 636     | 3 500     | 524                 |         | 5 230    | 16 800 | 293     |
| 1990 | 2 614 000 | 2 690 000 | 97,2      | 5 135     | 1 635     | 3 500     | 509                 | 29      | 5 189    | 20 000 | 320     |
| 1999 | 2 591 000 | 2 669 961 | 97,0      | 7 781     | 3 451     | 4 330     | 332                 | 64      | 5 878    | 21 500 | 329     |
| 2000 | 2 588 000 | 2 667 451 | 97,0      | 5 891     | 1 561     | 4 330     | 439                 | 61      | 5 878    | 25 000 | 331     |
| 2001 | 2 587 720 | 2 667 166 | 97,0      | 5 867     | 1 537     | 4 330     | 441                 | 61      | 5 932    | 21 500 | 335     |
| 2002 | 2 454 000 | 2 530 023 | 97,0      | 5 331     | 1 681     | 3 650     | 460                 | 78      | 4 478    | 22 000 | 334     |
| 2003 | 2 454 000 | 2 787 206 | 88,0      | 5 410     | 1 760     | 3 650     | 453                 | 84      | 5 605    | 22 000 | 333     |
| 2004 | 2 454 000 | 2 787 206 | 88,0      | 5 390     | 1 740     | 3 650     | 455                 | 88      | 5 630    | 21 900 | 333     |
| 2010 | 2 473 000 | 2 816 706 | 87,8      | 4 922     | 1 631     | 3 291     | 502                 | 116     | 4 875    | 22 500 | 336     |
| 2011 | 2 348 905 | 2 864 519 | 82,0      | 4 894     | 1 589     | 3 305     | 479                 | 114     | 4 925    | 22 705 | 336     |
| 2013 | 2 365 923 | 2 885 272 | 82,0      | 4 834     | 1 574     | 3 260     | 489                 | 122     | 4 952    | 22 775 | 334     |
| 2014 | 2 365 923 | 2 885 272 | 82,0      | 4 834     | 1 574     | 3 260     | 489                 | 122     | 4 952    | 22 775 | 334     |
| 2016 | 2 351 057 | 2 867 143 | 82,0      | 4 660     | 1 542     | 3 118     | 504                 | 125     | 4 820    | 22 740 | 334     |
| 2017 | 2 355 984 | 2 873 152 | 82,0      | 3 702     | 1 524     | 2 178     | 636                 | 133     | 3 870    | 22 770 | 334     |
| 2019 | 2 607 995 | 3 180 482 | 82,0      | 3 693     | 1 508     | 2 185     | 706                 | 131     | 3 879    | 22 710 | 334     |
| 2020 | 2 603 000 | 3 174 440 | 82,0      | 3 769     | 1 574     | 2 195     | 691                 | 137     | 3 938    | 22 720 | 335     |

## Зовнішні посилання
- Офіційний сайт єпархії
- Старий офіційний сайт єпархії
- Картка єпархіального історичного архіву Риму на SAN - Національну систему архівів